# Zoheir Negli
Zoheir Negli, né le 13 juillet 1948 à Aïn Beïda et décédé le 5 octobre 2021 à Oran[réf. à confirmer], est un ancien handballeur algérien dans l’équipe nationale.

## Biographie
Né le 13 juillet 1948 à Aïn Beïda, Zoheir Negli débute dans le handball, en 1963, au lendemain de l'indépendance algérienne, au lycée Bardo de Tunis en Tunisie. L'année d'après, il signe sa première licence cadets au sein de la formation Athlétique du Gaz de Tunis, avec laquelle il décrocha le doublé coupe-championnat de Tunisie. En 1965, il rentre en Algérie, et c'est avec l'USM Annaba que commence sa carrière nationale de handball. Après une première année chez les juniors, il décroche, l'année d'après, le doublé national (coupe et championnat).
Rapidement, il est sélectionné pour la première fois en équipe nationale universitaire et participe à trois jeux Universitaires maghrébins (médaille de bronze en 1968 à Alger, médaille d'argent en 1970 à Tunis et médaille d'argent en 1972 à Casablanca). Il décroche également une médaille d'argent en 1969 lors des premiers Jeux maghrébins disputés à Rabat et une autre d'argent également, à Alger, en 1970, dans la même compétition.
Avec l'équipe nationale algérienne, il remporte les jeux africains en 1973 à Lagos (Nigeria) puis fait partie des trois gardiens de but sélectionnés au Championnat du monde 1974 à Berlin (Allemagne de l'Est), le premier championnat du monde dans l'histoire du handball algérien sous la houlette du Roumain Costache et de l'Oranais Bettahar.
Tout en étant joueur, Zoheir Negli occupe ses premières fonctions d'entraîneur avec le NAR Annaba entre 1970 et 1973, avant qu'il ne change de couleurs, toujours à Annaba, pour entraîner le NADIT Annaba (1975-1976) puis le Nadi Casorec (1976-1977). L'année suivante (1978-1979), il revient au SR Annaba pour prendre le poste administratif de DAF, un poste qu'il occupe de 1980 à 1991, tout en restant DTS et entraîneur des seniors filles. En 1992, Zoheir Negli fait une expérience en Arabie saoudite en drivant Nadi Ennejma, un club qu'il quittera une année plus tard mais qu'il retrouvera de 1996 à 1998. En 1999, il revient en Algérie à Ouargla pour prendre les destinées de l'équipe des seniors garçons pendant une année, avant de repartir pour l'Arabie saoudite (2002-2004) avec le club Ennejma, puis de 2008 à 2011 avec la formation d'Ahly Djeddah. Entre-temps, Zoheir rentre au pays pour driver l'OM Annaba. Sa dernière équipe qu'il a coachée reste le Mouloudia de Ouargla en 2012, avec lequel il a réussi à faire un excellent parcours dans cette région.

## Palmarès de joueur

### avec les Clubs
- Vainqueur du Championnat Algérie en 1968 (USM Annaba)
- Vainqueur de la Coupe d'Algérie en 1968 (USM Annaba)

### avec l'Équipe d'Algérie
- Vainqueur des Jeux africains de 1973 à Lagos (Nigeria)
- 15e place au Championnat du monde 1974
- Jeux universitaires maghrébins :
  - 1968 à Alger : médaille de bronze.
  - 1970 à Tunis : médaille d’argent.
  - 1972 à Casablanca : médaille d’argent.
- Championnat maghrébin des nations :
  - 1969 à Rabat : médaille d’argent.
  - 1970 à Alger : médaille d’argent.